# Spoorlijn Jarville-la-Malgrange - Mirecourt
De Spoorlijn Jarville-la-Malgrange - Mirecourt is een Franse spoorlijn van Jarville-la-Malgrange naar Mirecourt. De lijn is 42,9 km lang en heeft als lijnnummer 040 000.

## Geschiedenis
De spoorlijn werd door de Chemins de fer de l'Est geopend op in twee gedeeltes, van Jarville-la-Malgrange naar Vézelize op 18 november 1872 en van Vézelize naar Mirecourt op 22 december 1879. Tot Pont-Saint-Vincent vindt er personenvervoer plaats. Tussen Pont-Saint-Vincent en Mirecourt is dat opgeheven in 2016.

## Treindiensten
De SNCF verzorgt het personenvervoer op dit traject TER treinen.
| Serie | Treinsoort | Route                                                                     | Bijzonderheden |
| ----- | ---------- | ------------------------------------------------------------------------- | -------------- |
| C 44  | TER (SNCF) | Nancy-Ville – Jarville-la-Malgrange – Neuves-Maisons – Pont-Saint-Vincent |                |

## Aansluitingen

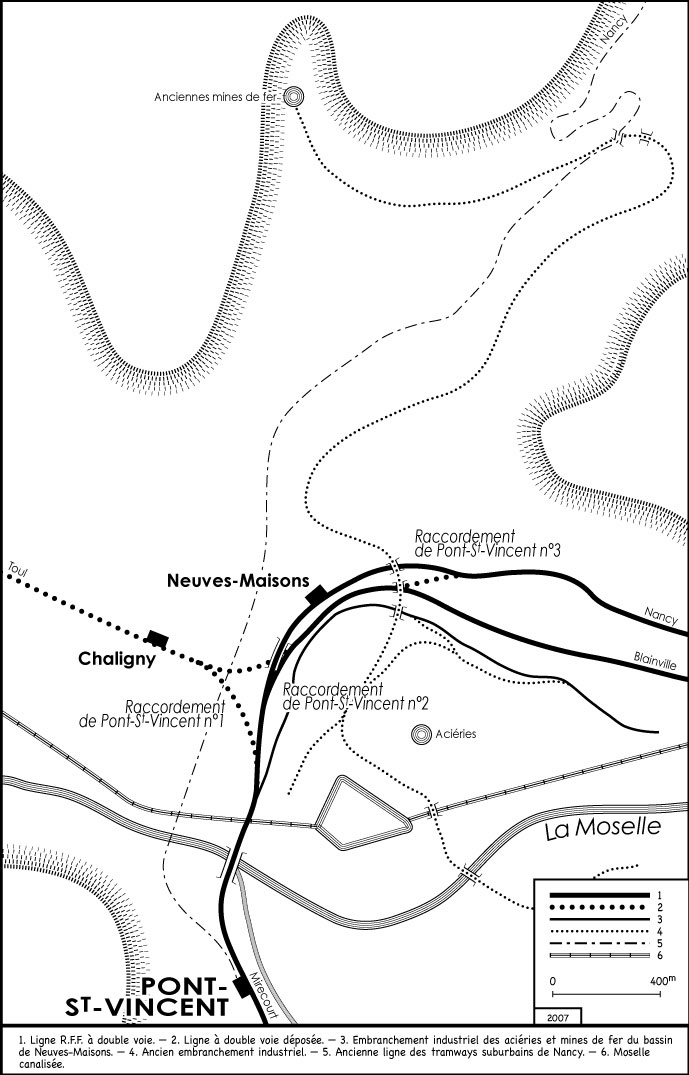
spoorlijnen rond Neuves-Maisons

In de volgende plaatsen is of was er een aansluiting op de volgende spoorlijnen:
Jarville-la-Malgrange
RFN 070 000, spoorlijn tussen Noisy-le-Sec en Strasbourg-Ville
RFN 078 000, spoorlijn tussen Champigneulles en Houdemont
Houdemont
RFN 078 000, spoorlijn tussen Champigneulles en Houdemont
Neuves-Maisons
RFN 039 000, spoorlijn tussen Toul en Rosières-aux-Salines
RFN 039 306, raccordement van Neuves-Maisons 1
RFN 040 306, raccordement van Neuves-Maisons 2
Frenelle-la-Grande-Puzieux
RFN 041 000, spoorlijn tussen Barisey-la-Côte en Frenelle-la-Grande-Puzieux
Mirecourt
RFN 030 000, spoorlijn tussen Neufchâteau en Épinal